# Campeonato Brasileño de Fútbol Serie C 2012
La temporada 2012 fue la 22.ª edición del Campeonato Brasileño de Serie C, la tercera categoría del fútbol de Brasil. El torneo dio inicio el 30 de junio y finalizó el 1 de diciembre del año en curso y fue disputado por 20 clubes, de los cuales los cuatro mejores equipos ascendieron a la «Serie-B 2013» y los cuatro últimos descendieron a la «Serie-D 2013».

## Sistema de competición
La edición de 2012 conservó el formato vigente desde la temporada anterior, donde los clubes participantes fueron divididos inicialmente en dos grupos de 10 clubes, con los cuatro primeros de cada grupo avanzando a los octavos de final y luego cuartos de final. Los cuatro semifinalistas fueron promovidos a la Serie-B 2013. Asimismo los dos últimos clasificados de cada grupo son relegados a la Serie-D 2013.
| Club            | Ciudad             | Estado            | 2011           | Estadio            | Capacidad |
| --------------- | ------------------ | ----------------- | -------------- | ------------------ | --------- |
| Águia de Marabá | Marabá             | Pará              | 10.º           | Zinho de Oliveira  | 5000      |
| Brasiliense     | Taguatinga         | Distrito Federal  | 7.º            | Boca do Jacaré     | 27 000    |
| Caxias          | Caxias do Sul      | Río Grande do Sul | 15.º           | Francisco Stédile  | 30 822    |
| Chapecoense     | Chapecó            | Santa Catarina    | 5.º            | Arena Condá        | 15 000    |
| Cuiabá          | Cuiabá             | Mato Grosso       | 3.º (Série D)  | Dutrinha           | 3500      |
| Duque de Caxias | Duque de Caxias    | Río de Janeiro    | 20.º (Série B) | Marrentão          | 4000      |
| Fortaleza       | Fortaleza          | Ceará             | 13.º           | Presidente Vargas  | 20 268    |
| Guarany         | Sobral             | Ceará             | 12.º           | Estadio do Junco   | 10 000    |
| Icasa           | Juazeiro do Norte  | Ceará             | 17.º (Série B) | Romeirão           | 16 000    |
| Luverdense      | Lucas do Rio Verde | Mato Grosso       | 8.º            | Passo das Emas     | 4000      |
| Macaé           | Macaé              | Río de Janeiro    | 14.º           | Cláudio Moacyr     | 15 000    |
| Madureira       | Río de Janeiro     | Río de Janeiro    | 11.º           | Aniceto Moscoso    | 5062      |
| Oeste           | Itápolis           | São Paulo         | 4.º (Série D)  | Amaros             | 13 044    |
| Paysandu        | Belém              | Pará              | 6.º            | Curuzu             | 16 200    |
| Salgueiro       | Salgueiro          | Pernambuco        | 19.º (Série B) | Cornélio de Barros | 10 030    |
| Santa Cruz      | Recife             | Pernambuco        | 2.º (Série D)  | Arruda             | 60 044    |
| Santo André     | Santo André        | São Paulo         | 16.º           | Bruno José Daniel  | 8000      |
| Treze           | Campina Grande     | Paraíba           | 5.º (Série D)  | Amigão             | 25 770    |
| Tupi            | Juiz de Fora       | Minas Gerais      | 1.º (Série D)  | Mário Helênio      | 14 185    |
| Vila Nova       | Goiânia            | Goias             | 18.º (Série B) | Serra Dourada      | 41 574    |

## Primera fase

### Grupo A
| Pos | Equipos           | J  | V  | E | D  | GF | GC | DG  | Pts |
| --- | ----------------- | -- | -- | - | -- | -- | -- | --- | --- |
| 1   | Fortaleza         | 18 | 11 | 6 | 1  | 28 | 11 | +17 | 39  |
| 2   | Luverdense        | 18 | 10 | 4 | 4  | 32 | 26 | +6  | 34  |
| 3   | Icasa             | 18 | 7  | 3 | 8  | 18 | 19 | –1  | 24  |
| 4   | Paysandu          | 18 | 5  | 9 | 4  | 26 | 19 | +7  | 24  |
| 5   | Treze             | 18 | 7  | 1 | 10 | 24 | 33 | –9  | 22  |
| 6   | Santa Cruz Recife | 18 | 5  | 7 | 6  | 26 | 22 | +4  | 22  |
| 7   | Águia de Marabá   | 18 | 5  | 7 | 6  | 22 | 32 | –10 | 22  |
| 8   | Cuiabá            | 18 | 4  | 8 | 6  | 20 | 21 | –1  | 20  |
| 9   | Salgueiro         | 18 | 4  | 8 | 6  | 25 | 29 | –4  | 20  |
| 10  | Guarany de Sobral | 18 | 3  | 5 | 10 | 21 | 30 | –9  | 14  |

- J=Partidos jugados; G=Partidos ganados; E=Partidos empatados; P=Partidos perdidos; GF=Goles a favor; GC=Goles en contra; Dif=Diferencia de goles; Pts=Puntos;.

|  |                                |
|  | Clasificados a Segunda fase.   |
|  | Descendidos a la Serie D 2013. |

### Grupo B
| Pos | Equipos         | J  | V | E | D  | GF | GC | DG  | Pts |
| --- | --------------- | -- | - | - | -- | -- | -- | --- | --- |
| 1   | Macaé           | 18 | 9 | 5 | 4  | 33 | 17 | +16 | 32  |
| 2   | Duque de Caxias | 18 | 9 | 2 | 7  | 22 | 23 | –1  | 29  |
| 3   | Chapecoense     | 18 | 8 | 5 | 5  | 24 | 12 | +12 | 29  |
| 4   | Oeste           | 18 | 8 | 5 | 5  | 22 | 19 | +3  | 29  |
| 5   | SER Caxias      | 18 | 8 | 3 | 7  | 23 | 26 | –3  | 27  |
| 6   | Brasiliense     | 18 | 7 | 2 | 9  | 25 | 29 | –4  | 23  |
| 7   | Vila Nova       | 18 | 6 | 5 | 7  | 27 | 26 | +1  | 23  |
| 8   | Madureira       | 18 | 6 | 5 | 7  | 17 | 21 | –4  | 23  |
| 9   | Santo André     | 18 | 3 | 9 | 6  | 14 | 22 | –8  | 18  |
| 10  | Tupi            | 18 | 3 | 5 | 10 | 13 | 25 | –12 | 14  |

- J=Partidos jugados; G=Partidos ganados; E=Partidos empatados; P=Partidos perdidos; GF=Goles a favor; GC=Goles en contra; Dif=Diferencia de goles; Pts=Puntos;.

|  |                                |
|  | Clasificados a Segunda fase.   |
|  | Descendidos a la Serie D 2013. |

## Segunda Fase
Los 8 clubes finalistas disputan cuartos de final, semifinales y final. los cuatro equipos semifinalistas ascienden a la Serie-B 2013.
|  | Cuartos de final | Cuartos de final | Cuartos de final |   |           | Semifinales | Semifinales | Semifinales |  |       | Final | Final | Final |  |
|  | ---              | ---              | ---              |   |           | ---         | ---         | ---         |  |       | ---   | ---   | ---   |  |
|  |                  |                  |                  |   |           |             |             |             |  |       |       |       |       |  |
|  |                  |                  |                  |   |           |             |             |             |  |       |       |       |       |  |
|  | Fortaleza        | 1                | 1                |   |           |             |             |             |  |       |       |       |       |  |
|  | Fortaleza        | 1                | 1                |   |           |             |             |             |  |       |       |       |       |  |
|  | Oeste            | 1                | 3                |   |           |             |             |             |  |       |       |       |       |  |
|  | Oeste            | 1                | 3                |   | Oeste     | 1           | 0           |             |  |       |       |       |       |  |
|  |                  |                  |                  |   | Oeste     | 1           | 0           |             |  |       |       |       |       |  |
|  |                  |                  | Chapecoense      | 0 | 0         |             |             |             |  |       |       |       |       |  |
|  | Luverdense       | 0                | Chapecoense      | 0 | 0         | 1           |             |             |  |       |       |       |       |  |
|  | Luverdense       | 0                |                  |   |           |             |             |             |  |       |       |       |       |  |
|  | Chapecoense      | 3                | 0                |   |           |             |             |             |  |       |       |       |       |  |
|  | Chapecoense      | 3                | 0                |   |           |             |             |             |  | Oeste | 0     | 2     |       |  |
|  |                  |                  |                  |   |           |             |             |             |  | Oeste | 0     | 2     |       |  |
|  |                  |                  | Icasa            | 0 | 0         |             |             |             |  |       |       |       |       |  |
|  | Duque de Caxias  | 1                | Icasa            | 0 | 0         | 0           |             |             |  |       |       |       |       |  |
|  | Duque de Caxias  | 1                |                  |   |           |             |             |             |  |       |       |       |       |  |
|  | Icasa            | 2                | 0                |   |           |             |             |             |  |       |       |       |       |  |
|  | Icasa            | 2                | 0                |   | Icasa (a) | 2           | 2           |             |  |       |       |       |       |  |
|  |                  |                  |                  |   | Icasa (a) | 2           | 2           |             |  |       |       |       |       |  |
|  |                  |                  | Paysandu         | 3 | 1         |             |             |             |  |       |       |       |       |  |
|  | Macaé            | 0                | Paysandu         | 3 | 1         | 3           |             |             |  |       |       |       |       |  |
|  | Macaé            | 0                |                  |   |           |             |             |             |  |       |       |       |       |  |
|  | Paysandu         | 2                | 2                |   |           |             |             |             |  |       |       |       |       |  |
|  | Paysandu         | 2                | 2                |   |           |             |             |             |  |       |       |       |       |  |
|  |                  |                  |                  |   |           |             |             |             |  |       |       |       |       |  |

### Final
| 28 de noviembre de 2012 | Icasa | 0 – 0 | Oeste | Romeirão, Juazeiro do Norte    |  |
|                         |       |       |       | Asistencia: 6.719 espectadores |  |

| 1 de diciembre de 2012 | Oeste | 2 – 0 | Icasa | Estadio Municipal dos Amaros, Itápolis |  |
|                        |       |       |       | Asistencia: 4.526 espectadores         |  |

| Campeón Brasileño 2012 Serie C   |
| Estado de Río de Janeiro         |
| -------------------------------- |
| Oeste Futebol Clube (1.º título) |